# Vacerra evansi
Vacerra evansi is een vlinder uit de familie van de dikkopjes (Hesperiidae). De wetenschappelijke naam van de soort is voor het eerst geldig gepubliceerd in 1938 door Kenneth Hayward.